# Manuel Pinto Portela
Manuel Pinto Portela (Rio de Janeiro — Rio de Janeiro) foi um médico e político brasileiro.
Filho de José Pinto Almeida Portela e de Maria Antônia Vilas Boas Portela.
Foi deputado à Assembleia Legislativa Provincial de Santa Catarina na 8ª legislatura (1850 — 1851), na 9ª legislatura (1852 — 1853), na 10ª legislatura (1854 — 1855), e na 11ª legislatura (1856 — 1857).
Foi cavaleiro da Imperial Ordem da Rosa, por decreto de 2 de dezembro de 1854.